# A Gasoline Wedding
A Gasoline Wedding er en amerikansk stumfilm fra 1918 af Alfred J. Goulding.

## Medvirkende
- Harold Lloyd som Harold
- Snub Pollard som Snub
- Bebe Daniels
- William Blaisdell
- James Blyler